# Бразилско плато
Бразилското плато (на португалски: Planalto Brasileiro) е обширна (около 4 млн.km²) планинско-платовидна област, заемаща огромен участък от източната част на Южна Америка. Простира се от 3° ю.ш. на север до 30° ю.ш. на юг, като е разположена предимно на територията на Бразилия, южните ѝ части навлизат в Уругвай, а югозападните – в Парагвай и Аржентина. На изток и югоизток платото е силно приповдигнато над брега на Атлантическия океан, като тук се издига най-високата му част с връх Бандейра 2891 m. На север и югозапад плавно се понижава съответно към Амазонската и лаплатската низина, а на северозапад стръмно се спуска към обширната низина в горното течение на река Парагвай.

## Геоложки строеж, релеф
Бразилското плато се състои от древни кристалинни щитове и синеклизи, запълнени със седиментни и вулканични скали.(За повече подробности виж раздела „Геоложки строеж“ в статията География на Бразилия). В релефа на щитовете са изразени предимно цокълните равнини с височина 250 – 300 m на север и 800 – 900 m в центъра с отделни остатъчни върхове или блокови масиви с височина до 1350 m в платото Гояс. Атлантическият щит е силно раздробен от разломи и рязко се спуска към океана, което предава на източния склон на Бразилското плато вид на високи планински хребети (сиера, на португалски: serra, сера): Сера до Мар (1889 m), Сера да Мантикейра (2787 m) и др. Отделни кристалинни масиви в горещия и влажен климат придобиват специфични форми, т.нар. „захарни глави“. На североизток и изток Бразилското плато о обградено от тесни участъци от Приатлантическата низина. Покрай десния бряг на река Сао Франсиско се издигат високите до 1500 – 2100 m и заострени остатъчни протерозойски гребени на планината Сера до Еспинясо (2107 m). Синеклизите (в щатите Мараняо и Пиауи, покрай горните течения на реките Сао Франсиско, Парана и др.) са представени обичайно от пластови равнини, често с ерозионни отстъпи от типа на куестите. В най-високите райони са развити остатъчни пясъчни столови плата със стръмни склонове, т.нар. „шапади“, които са характерни и за ненагънатия чехъл на фундамента. Само долината на река Парана е заета от стъпаловидни лавови плата.

## Климат
Бразилското плато е разположено в субекваториалния, тропичния и субтропичния климатични пояси. Средните януарски (летни) температури се повишават от 22°С на югозапад до 29°С на североизток (максимална до 42°С), а средната юлска (зимна) – съответно от 12°С до 25°С (минимална 6°С, в района на Южната тропична окръжност). Количеството и режимът на валежите във вътрешността на платото е много различен. На север и в централните части валежите падат предимно през лятото и са от 1400 до 2000 mm годишно (на североизток и под 500 mm годишно, най-сухия регион на Бразилското плато). На изток те са над 2000 mm годишно и почти липсва сух сезон, а на юг тяхното количество е 1000 – 1800 mm и падат целогодишно.

## Води
Режимът на оттока на реките е съгласуван с количеството и периода на валежите. Обикновено през сухия сезон (зимата) той силно намалява а през влажния (лято) силно се увеличава и предизвиква наводнения. Реките течащи на север и северозапад от Бразилското плато принадлежат към водосборния басейн на река Амазонка (десните притоци на Мадейра, реките Тапажос, Шингу, Токантинс с притока си Арагуая и др.). Реките течащи на североизток и изток принадлежат към водосборните басейни на Парнаиба, Сао Франсиско и други реки, течащи към Атлантическия океан, а реките течащи на югозапад и юг – към водосборните басейни на реките Парана и Уругвай. Теченията на повечето от реките са съпроводени от прагове и водопади, притежават големи хидроенергийни запаси, но възпрепятстват речното корабоплаване.

## Растителност
На северозапад и север Бразилското плато е покрито с влажни вечнозелени и листопадни гори, а в централните части – от храстови савани (т.нар. „кампос-серадос“). Районите на североизток са заети от ксерофитно-сукулентни редки гори (т.нар. „каатинга“), на изток – от влажни тропични вечнозелени и зелени през лятото гори, а на юг – от смесени гори, съставени от иглолистни и вечнозелени широколистни гори и тревиста савана (т.нар. „кампос лимпос“).